# Altenburg-Zeitz – Nr. 1 bis 5
Die Nr. 1 bis 5 der Altenburg-Zeitzer Eisenbahngesellschaft waren Schlepptenderlokomotiven für den gemischten Dienst.

## Geschichte
Die Altenburg-Zeitzer Eisenbahngesellschaft hatte 1874 vier 1-B-Lokomotiven von Borsig in Berlin beschafft, mit denen sie den Betrieb aufnahm. 1875 folgte eine weitere. Sie wurden für alle Aufgaben benutzt, denn bis 1880 waren dies die einzigen Lokomotiven dieser Bahn.
Bei der Altenburg-Zeitzer Bahn trugen sie die Namen ZEITZ, MEUSELWITZ, WILHELM I., HERZOG ERNST und ROSITZ sowie die Nummern 1 bis 5.
1896 wurde die Altenburg-Zeitzer Bahn durch die Königlich Sächsischen Staats-Eisenbahnen gekauft. Diese ordnete die Lokomotiven zunächst mit den Nummern 745 bis 749 in die Gattung II ein. Ab 1900 trugen sie die Nummern 2745 bis 2749.
In den Jahren 1911 und 1922 wurden die Lokomotiven ausgemustert. Die 1920 gegründete Deutsche Reichsbahn vergab keine neuen Nummern mehr.

## Technische Merkmale
Die Lokomotiven besaßen einen Lang- und Stehkessel ohne äußere Trennung. Der Dampfdom mit dem Federwaag-Sicherheitsventil befand sich auf dem ersten Kesselschuss. Zur Kesselspeisung diente ein Injektor.
Die Dampfmaschine war als Zweizylinder-Naßdampftriebwerk mit innenliegender Allansteuerung ausgeführt.
Alle Achsen waren starr im Rahmen gelagert. Die beiden Treibachsen verfügten über je eine gemeinsame Feder pro Lokomotivseite.
Wie seinerzeit üblich, besaßen die Lokomotiven keine Bremse. Eine Abbremsung der Lokomotive war nur über die Tenderbremse möglich.

## Lokomotivliste
| Lokomotivliste | Lokomotivliste | Lokomotivliste | Lokomotivliste | Lokomotivliste | Lokomotivliste | Lokomotivliste | Lokomotivliste | Lokomotivliste |
| -------------- | -------------- | -------------- | -------------- | -------------- | -------------- | -------------- | -------------- | -------------- |
| Bahn-Nr.       | Name           | Fabrik-Nr.     | Baujahr        | Nr. (1896)     | Nr. (1900)     | Ausmusterung   | Bemerkung      |                |
| 1              | ZEITZ          | 2767           | 1872           | 745            | 2745           | 1911           |                |                |
| 2              | MEUSELWITZ     | 2768           | 1872           | 746            | 2746           | 1914           |                |                |
| 3              | WILHELM I.     | 2769           | 1872           | 747            | 2747           | 1922           |                |                |
| 4              | HERZOG ERNST   | 2770           | 1872           | 748            | 2748           | 1922           |                |                |
| 5              | ROSITZ         | 3395           | 1875           | 749            | 2749           | 1922           | Nachlieferung  |                |